# Macau na Universíada de Verão de 2021
Macau participou da Universíada de Verão de 2021, que aconteceu em Chengdu, na China, entre 28 de julho e 8 de agosto de 2023.
Foram 52 atletas — 30 masculinos e 22 femininos — em sete modalidades olímpicas e uma não olímpica — o wushu.

## Competidores
Estas foram as modalidades e atletas que disputaram a edição:
| Esporte       | Masculino | Feminino | Total |
| ------------- | --------- | -------- | ----- |
| Atletismo     | 5         | 3        | 8     |
| Badminton     | 5         | 2        | 7     |
| Esgrima       | 3         | 1        | 4     |
| Judô          | 2         | 2        | 4     |
| Natação       | 4         | 2        | 6     |
| Taekwondo     | 4         | 5        | 9     |
| Tênis de mesa | 4         | 4        | 8     |
| Wushu         | 3         | 3        | 6     |
| Total         | 30        | 22       | 52    |

## Medalhas

### Medalhistas
Estes foram os medalhistas desta edição:
| Medalha | Esporte | Atleta          | Prova               |
| ------- | ------- | --------------- | ------------------- |
| Ouro    | Wushu   | Wong Sam In     | Feminino – Nanquan  |
| Prata   | Wushu   | Cheung Ioi Chit | Masculino – Nangun  |
| Prata   | Wushu   | Wong Weng Ian   | Feminino – Jianshu  |
| Prata   | Wushu   | Wong Weng Ian   | Feminino – Qiangshu |
| Bronze  | Wushu   | Wong Sam In     | Feminino – Nandao   |
| Bronze  | Wushu   | Lei Cheok Ieong | Masculino – Gunshu  |
| Bronze  | Wushu   | Cai Fei Long    | Masculino – 80kg    |

### Por modalidade
Estes foram as medalhas por modalidade nesta edição:
| Esporte | Medalha de ouro | Medalha de prata | Medalha de bronze | Total de medalhas |
| ------- | --------------- | ---------------- | ----------------- | ----------------- |
| Wushu   | 1               | 3                | 3                 | 7                 |
| Total   | 1               | 3                | 3                 | 7                 |